# Nous les amoureux
Chansons représentant le Luxembourg au Concours Eurovision de la chanson
So laang we's du do bast
(1960) Petit bonhomme
(1962)
Chansons ayant remporté le Concours Eurovision de la chanson
 Tom Pillibi
(1960)  Un premier amour
(1962)
Nous les amoureux est la chanson gagnante du Concours Eurovision de la chanson 1961, interprétée par le chanteur français Jean-Claude Pascal et dirigée par Léo Chauliac, représentant le Luxembourg. Jean-Claude Pascal reviendra au concours en 1981, soit 20 ans après, avec la chanson C'est peut-être pas l'Amérique, représentant le même pays.

## Thème des paroles
La chanson est une ballade décrivant le point de vue de deux amants qui vivent un amour que la société n'accepte pas. Le texte comporte un double sens, comme Jean-Claude Pascal le confirmera plus tard : les amants en question sont en fait des homosexuels, et l'homosexualité est encore discrète dans de nombreux pays occidentaux dans les années 1960. Cette nuance est subtilement distillée par le texte (rédigé de telle manière qu'on ne peut savoir si le chanteur s'adresse à un homme ou à une femme), et la plus grande partie du public ne la perçoit pas à l'époque,,. Cependant, Jacqueline Joubert, présentatrice de l'Eurovision 1961, usera de sarcasmes au moment de remettre le prix au chanteur. Elle qualifie la chanson de "vengeresse" et semble s'amuser du fait que le prix soit remis à l'artiste par une très belle jeune femme, la danseuse Thessa Beaumont.

## À l'Eurovision
Elle est intégralement interprétée en français, une des langues nationales du Luxembourg, comme le voulait la tradition avant 1966.
Il s'agit de la quatorzième chanson interprétée lors de la soirée, après Dario Campeotto qui représentait le Danemark avec Angelique et avant The Allisons qui représentaient le Royaume-Uni avec Are You Sure?. À l'issue du vote, elle a obtenu 31 points, se classant 1re sur 16 chansons, et permettant ainsi au Luxembourg d'atteindre le rare exploit de passer de la dernière à la première place dans les années successives.

## Accueil commercial
Elle se classera à la 6ème place des ventes en France en 1961.

## Classement
| Classement (1961)                       | Meilleure position |
| --------------------------------------- | ------------------ |
| Belgique (Wallonie Ultratop 50 Singles) | 21                 |
| France (IFOP)                           | 6                  |